# National Defense Ministry
National Defense Ministry is een voetbalclub uit Phnom Penh, Cambodja. Het speelt in de Cambodjaanse voetbalcompetitie. De club werkt zijn wedstrijden af in het Phnom Penh National Olympic Stadium.

## Prijzenkast
- 2010: Hun Sen Cup